# Debaltseve
Debaltseve (Oekraïens: Дебальцеве) is een stad en gemeente in het oosten van Oekraïne, in de oblast Donetsk. De stad werd gesticht na de opening  van een spoorwegstation en ligt op de route tussen de steden Donetsk en Loehansk. Sinds de Russisch-Oekraïense Oorlog, wordt de stad de facto bestuurd door de Rusland gecontroleerde volksrepubliek Donetsk.

## Inwoners
Het aantal inwoners groeide van 9500 in 1923 tot ongeveer 34.000 in 1939. In 1989 woonden er de meeste mensen, iets meer dan 35.000. In 2013 woonden er 25.987 mensen in de plaats. In Debaltseve waren volgens de Oekraïense census van 2001 de Russischtaligen met 81,5% sterk in de meerderheid.

## Russisch-Oekraïense Oorlog
Half april 2014, tijdens de Russisch-Oekraïense Oorlog, werd de plaats ingenomen door het 1e Russische Legerkorps. Op 26 juli 2014 werd er in de stad zwaar gevochten. Op 28 juli heroverde het Oekraïense leger Debaltseve op de separatisten.
Rond het tweede akkoord van Minsk, in het begin van 2015, was Debaltseve de plek waar de hevigste gevechten plaatsvonden. De verbinding tussen Donetsk en Loehansk was voor de separatisten belangrijk. De plaats was vrijwel geheel door de separatisten omsingeld en werd op 18 februari 2015, ondanks een afgesproken staakt-het-vuren, door de separatisten ingenomen nadat de Oekraïners zich uit de stad hadden teruggetrokken.